# Siem Slings
Simon Roelof (Siem) Slings (Beverwijk, 13 maart 1945 - Amsterdam, 18 januari 2004) was een Nederlands hoogleraar Griekse taal- en letterkunde.

## Levensloop
Slings studeerde Klassieke Talen aan de Vrije Universiteit van Amsterdam, van 1962 tot 1970. Vervolgens werd hij leraar Klassieke Talen aan een middelbare school in Zaandam, en vanaf 1972 universitair docent (later hoofddocent) aan zijn oude universiteit. Vanaf 1989 was hij daar bijzonder hoogleraar, een positie die hij in 1996 verruilde voor de leerstoel Griekse Taal- en Letterkunde.
Hij maakte verscheidene wetenschappelijke uitstapjes naar het buitenland: in 1984 en '85 was hij junior fellow bij het Center for Hellenic Studies in Washington D.C., en in '90 en '91 Netherlands Visiting Professor aan de universiteit van Michigan in Ann Arbor. In 1997 werd hij lid van de Koninklijke Nederlandse Akademie van Wetenschappen.
Op wetenschappelijk gebied blonk Slings uit door zijn grote veelzijdigheid, die nooit ten koste ging van diepgang. Er zijn, ook internationaal, maar weinig Graeci die zich bewegen op zulke uiteenlopende terreinen van onderzoek als archaïsche lyriek, tekstoverlevering, interpreteren en redigeren van de dialogen van Plato, literaire papyrologie en taalkunde. Op al deze terreinen gold Slings als autoriteit; tevens probeerde hij alle onderdelen van het vak te integreren. Dit blijkt het duidelijkst uit wat hij met recht beschouwde als zijn levenswerk: de Oxford-editie van de Politeia van Plato, waaraan hij 25 jaar gewerkt heeft. Toen de ziekte waaraan hij gestorven is, zich openbaarde, besefte hij dat het voltooien van zijn editie een race tegen de klok zou worden; hij noemde zichzelf eens een senex festinans: een oude man met haast. Hij heeft deze race glansrijk gewonnen: zijn editie verscheen in maart 2003. Op een in mei 2003 aan de VU gehouden "Siemposium" werd de editie ten doop gehouden.